# Napata
Napata was een Nubische stad aan de Nijl en een hoofdstad van het koninkrijk Koesj.

## Ligging
Hoewel we weten dat de stad op ongeveer 400 km ten noorden van het tegenwoordige Khartoem lag (bij El-Kurru en Nurri), is de precieze locatie tot op heden nog niet vastgesteld.

## Geschiedenis
Napata werd rond 1450 v.Chr. gesticht door de Egyptische farao Thoetmosis III. Tijdens de derde tussenperiode werd het koninkrijk Koesj onafhankelijk van Egypte, en Napata werd een van de belangrijke steden van dit rijk.
Door de politieke instabiliteit van Egypte in de 8e eeuw v.Chr. slaagde de Koesjitische heerser Kashta erin meer invloed in Egypte te krijgen. Door zijn opvolgers Piye en Shabako werd dit verdergezet met de verovering van dat land en de stichting van de 25e dynastie van Egypte. Vanuit Napata en Meroë, de andere hoofdstad van het rijk, werd nu over een wereldrijk geregeerd tot de Assyrische vorst Esarhaddon de Koesjitische heersers verdreef.
Het koninkrijk Napata floreerde nu verder zonder expansieplannen, en de handel bloeide totdat Egypte zijn onafhankelijkheid verloor. Door de economische problemen werd ook de stad minder belangrijk, en nam Meroë door zijn rijkdom aan ijzer de positie van Napata over.
Het werkelijke einde van de stad kwam in 22 v.Chr., toen Publius Petronius, de Romeinse prefect van Egypte, de stad verwoestte.

## Cultuur
De handel van Napata was voornamelijk gebaseerd op het uitvoeren van goud (waaraan Nubië rijk is) en koper. De cultuur was voornamelijk overgenomen van de Egyptenaren. Zo was de belangrijkste Koesjitische god Amon, en werden de begrafenisrituelen (zelfs de piramidebouw) van de Egyptenaren overgenomen. Rond 300 v.Chr. begon de cultuur zich meer en meer te distantiëren van de Egyptische, door anti-Egyptische gevoelens bij de bevolking.